# جوليان سانشيز
جوليان سانشيز (بالإسبانية: Julián Sánchez Pimienta)‏ (و. 1980  م) هو راكب دراجة هوائية، من إسبانيا، ولد في صفراء، بطليوس، شارك في طواف إسبانيا.

## روابط خارجية
- جوليان سانشيز على موقع الاتحاد الدولي للدراجات (الإنجليزية)
- جوليان سانشيز على موقع أرشيف الدراجات (الإنجليزية)
- جوليان سانشيز على موقع إحصائيات الدراجات الإحترافية (الإنجليزية)
- جوليان سانشيز على موقع نسبة الدراجات (الإنجليزية)